# Sedamdeset i dva dana
Sedamdeset i dva dana é um filme de drama croata de 2010 dirigido e escrito por Danilo Šerbedžija. Foi selecionado como representante da Croácia à edição do Oscar 2011, organizada pela Academia de Artes e Ciências Cinematográficas.

## Elenco
- Rade Šerbedžija - Mane
- Krešimir Mikić - Branko
- Bogdan Diklić - Joja
- Živko Anočić - Todor
- Mira Banjac - Baba Neđa
- Dejan Aćimović - Mile
- Lucija Šerbedžija - Liča